# Let's Pretend We're Married
Singles de Prince
Delirious
(1983) When Doves Cry
(1984)
Let's Pretend We're Married est une chanson de Prince basée sur le sexe, extrait de l'album 1999. Il s'agit du dernier single américain de l'album 1999. La chanson se classa à la 52e position au Billboard Hot 100 le 17 décembre 1983 et resta positionnée 20 semaines dans ce classement.
La chanson se compose principalement de claviers et d'une boîte à rythmes avec la voix de Prince. Deux versets suivis par le refrain forment la base de la chanson. Le morceau de décompose d'une section instrumentale suivie par Prince indiquant ses intentions « fuck the taste out of [the girl's] mouth ». La dernière partie de la chanson est une musique a cappella avec Prince exposant sa philosophie sur la vie - il aime dieu par crainte de l'Au-delà mais il s'amuse tant qu'il peut, un thème repris sur la chanson 1999. Le titre est joué en live sur la tournée Purple Rain.
La piste a été écrite et enregistrée en 1981, et les enchainements de la chanson Feel U Up, qui a été ré-enregistrée en 1986 pour le projet Camille. La version originale de la Face-B Irresistible Bitch, est conduite par un orgue et possède un chant beaucoup plus rugueux. Le remake 1983 a plus de percussion avec deux tambours et une boîte à rythmes, ainsi que des claviers de cloche avec les chœurs de Wendy and Lisa. Les textes sont le thème familier de Prince d'un amant abandonné qui traite bien sa femme, mais est mal traité en retour. La chanson a été jouée en live pendant la tournée de Purple Rain et une fois de plus avec The New Power Generation lors de leurs tournées en 1992-1993.
Tina Turner a repris la chanson à ses concerts, et l'un d'entre deux est publié sur la compilation The Collected Recordings – Sixties to Nineties. La dernière piste apparait également comme Face-B sur son single Show Some Respect, sorti en 1984.
Le groupe School of Fish a repris le titre sur la Face-B du single 3 Strange Days.

## Liste des titres
| A.  | Let's Pretend We're Married | 3:40 |
| AA. | Let's Pretend We're Married | 3:40 |

| A. | Let's Pretend We're Married | 7:20 |
| B. | Irresistible Bitch          | 4:11 |

| A1. | Let's Pretend We're Married | 7:20 |
| A2. | D.M.S.R.                    | 8:05 |
| B.  | Automatic                   | 9:24 |